# Citokróm c-oxidáz
A citokróm c-oxidáz, más néven IV. komplex (korábban EC 1.9.3.1, ma transzlokázként EC 7.1.1.9) nagy transzmembrán proteinkomplex baktériumokban, archeákban és eukarióták mitokondriumaiban.
Ez a sejtlégzés elektrontranszportjának utolsó enzime a membránban. 4 citokróm c-molekulából vesz fel elektront, melyeket egy oxigénre és 4 protonra visz át, 2 vízmolekulát adva. A belső vizes fázis 4 protonjának kötése mellett további 4 protont visz át a membránon, növelve a protonpotenciál különbségét, melyet az ATP-szintáz adenozin-trifoszfát-szintézisre használ.

## Szerkezet

### A komplex
A komplex nagy belsőmembrán-protein néhány fém prosztetikus csoporttal és emlősökben 14 fehérjealegységgel. Az emlősökben 11 sejtmagi és 3 mitokondriális eredetű alegység van. A komplex 2 hemet, egy citokróm a-t, egy citokróm a3-at és 2 réz központot (CuA és CuB) tartalmaz. A citokróm a3 és a CuB kétmagú központot alkot, mely az oxigénredukció helye. A citokróm c, mely a sejtlégzés előző részében redukálódik (citokróm bc1 komplex, III. komplex) a CuA kétmagú központnál ad át elektront, Fe3+-tartalmú citokróm c-vé oxidálódva. A redukált CuA központ elektront ad át a citokróm a-nak, mely a citokróm a3–CuB központnak adja át. A két fémion távolsága 4,5 Å, és hidroxidiont koordinálnak teljesen oxidált állapot esetén.
A citokróm c-oxidáz röntgenkrisztallográfiai vizsgálatai különös poszttranszlációs módosulást mutatnak, ahol a Tyr(244) 6. szénatomja a His(240) ε-N-je kötődik a Bos-enzimben. Fontos a citokróm a3–CuB központ 4 elektronjának felvételében az oxigén és a protonok vízzé alakításában. Erről korábban úgy gondolták, hogy peroxid intermedieren megy keresztül, mely szuperoxidképzéshez vezetett volna, azonban a jelenleg elfogadott mechanizmus gyors 4 elektronos redukciót használ az O–O kötés azonnali megszüntetésével, szuperoxidképző intermedier nélkül.:865–866

### Állandó alegységek
| Szám                 | Alegységnév | Humán fehérje | Fehérje UniProt-leírása                                                        | A humán fehérje Pfam-családja |
| -------------------- | ----------- | ------------- | ------------------------------------------------------------------------------ | ----------------------------- |
| 1                    | Cox1        | COX1_HUMAN    | Citokróm c-oxidáz, 1. alegység                                                 | Pfam PF00115                  |
| 2                    | Cox2        | COX2_HUMAN    | Citokróm c-oxidáz, 2. alegység                                                 | Pfam PF02790, Pfam PF00116    |
| 3                    | Cox3        | COX3_HUMAN    | Citokróm c-oxidáz, 3. alegység                                                 | Pfam PF00510                  |
| 4                    | Cox4i1      | COX41_HUMAN   | Citokróm c-oxidáz, 4. alegység, 1. izoforma, mitokondriális                    | Pfam PF02936                  |
| 5                    | Cox4a2      | COX42_HUMAN   | Citokróm c-oxidáz, 4. alegység, 2. izoforma, mitokondriális                    | Pfam PF02936                  |
| 6                    | Cox5a       | COX5A_HUMAN   | Citokróm c-oxidáz, mitokondriális 5A alegység                                  | Pfam PF02284                  |
| 7                    | Cox5b       | COX5B_HUMAN   | Citokróm c-oxidáz, mitokondriális 5B alegység                                  | Pfam PF01215                  |
| 8                    | Cox6a1      | CX6A1_HUMAN   | Citokróm c-oxidáz, mitokondriális 6A1 alegység                                 | Pfam PF02046                  |
| 9                    | Cox6a2      | CX6A2_HUMAN   | Citokróm c-oxidáz, mitokondriális 6A2 alegység                                 | Pfam PF02046                  |
| 10                   | Cox6b1      | CX6B1_HUMAN   | Citokróm c-oxidáz, 6B1 alegység                                                | Pfam PF02297                  |
| 11                   | Cox6b2      | CX6B2_HUMAN   | Citokróm c-oxidáz, 6B2 alegység                                                | Pfam PF02297                  |
| 12                   | Cox6c       | COX6C_HUMAN   | Citokróm c-oxidáz, 6C alegység                                                 | Pfam PF02937                  |
| 13                   | Cox7a1      | CX7A1_HUMAN   | Citokróm c-oxidáz, mitokondriális 7A2 alegység                                 | Pfam PF02238                  |
| 14                   | Cox7a2      | CX7A2_HUMAN   | Citokróm c-oxidáz, mitokondriális 7A2 alegység                                 | Pfam PF02238                  |
| 15                   | Cox7a3      | COX7S_HUMAN   | Citokróm c-oxidáz, feltételezett mitokondriális 7A3 alegység                   | Pfam PF02238                  |
| 16                   | Cox7b       | COX7B_HUMAN   | Citokróm c-oxidáz, mitokondriális 7B alegység                                  | Pfam PF05392                  |
| 17                   | Cox7c       | COX7C_HUMAN   | Citokróm c-oxidáz mitokondriális 7B alegység                                   | Pfam PF02935                  |
| 18                   | Cox7r       | COX7R_HUMAN   | Citokróm c-oxidáz mitokondriális 7A alegységgel kapcsolatos fehérje            | Pfam PF02238                  |
| 19                   | Cox8a       | COX8A_HUMAN   | Citokróm c-oxidáz, mitokondriális 8A alegység                                  | Pfam PF02285                  |
| 20                   | Cox8c       | COX8C_HUMAN   | Citokróm c-oxidáz, mitokondriális 8C alegység                                  | Pfam PF02285                  |
| Összetevő alegységek |             |               |                                                                                |                               |
| 1                    | Coa1        | COA1_HUMAN    | Citokróm c-oxidáz, 1. összetevőfaktor-homológ                                  | Pfam PF08695                  |
| 2                    | Coa3        | COA3_HUMAN    | Citokróm c-oxidáz, mitokondriális 3. összetevőfaktor-homológ                   | Pfam PF09813                  |
| 3                    | Coa4        | COA4_HUMAN    | Citokróm c-oxidáz, mitokondriális 4. összetevőfaktor-homológ                   | Pfam PF06747                  |
| 4                    | Coa5        | COA5_HUMAN    | Citokróm c-oxidáz, 5. összetevő faktor                                         | Pfam PF10203                  |
| 5                    | Coa6        | COA6_HUMAN    | Citokróm c-oxidáz 6. összetevőfaktor-homológ                                   | Pfam PF02297                  |
| 6                    | Coa7        | COA7_HUMAN    | Citokróm c-oxidáz 7. összetevőfaktor                                           | Pfam PF08238                  |
| 7                    | Cox11       | COX11_HUMAN   | Citokróm c-oxidáz COX 11 mitokondriális összetevő fehérje                      | Pfam PF04442                  |
| 8                    | Cox14       | COX14_HUMAN   | Citokróm c-oxidáz, összetevő fehérje                                           | Pfam PF14880                  |
| 9                    | Cox15       | COX15_HUMAN   | Citokróm c-oxidáz COX15 összetevőfehérje-homológ                               | Pfam PF02628                  |
| 10                   | Cox16       | COX16_HUMAN   | Citokróm c-oxidáz COX16 mitokondriális összetevőfehérje-homológ                | Pfam PF14138                  |
| 11                   | Cox17       | COX17_HUMAN   | Citokróm c-oxidáz rézchaperon                                                  | Pfam PF05051                  |
| 12                   | Cox18       | COX18_HUMAN   | Mitokondriális belsőmembrán-protein (citokróm c-oxidáz, 18. összetevő fehérje) | Pfam PF02096                  |
| 13                   | Cox19       | COX19_HUMAN   | Citokróm c-oxidáz összetevő fehérje                                            | Pfam PF06747                  |
| 14                   | Cox20       | COX20_HUMAN   | Citokróm c-oxidáz, 20. fehérjehomológ                                          | Pfam PF12597                  |

## Összetétel
A COX létrehozása az élesztőben komplex folyamat, mely a holoenzimet alkotó hidrofób részek gyors és irreverzibilis összeállása, valamint a külső hidrofób részekkel rendelkező mutáns alegységek összeállása miatt nem teljesen ismert. A COX alegységeket magi és mitokondriális genom is kódolja. A COX katalitikus magját alkotó 3 alegységet a mitokondriális genom kódolja.
Hemes and cofactors are inserted into subunits I & II. The two heme molecules reside in subunit I, helping with transport to subunit II where two copper molecules aid with the continued transfer of electrons. Subunits I and IV initiate assembly. Different subunits may associate to form sub-complex intermediates that later bind to other subunits to form the COX complex. In post-assembly modifications, COX will form a homodimer. This is required for activity. Dimers are connected by a cardiolipin molecule, which has been found to play a key role in stabilization of the holoenzyme complex. The dissociation of subunits VIIa and III in conjunction with the removal of cardiolipin results in total loss of enzyme activity. Subunits encoded in the nuclear genome are known to play a role in enzyme dimerization and stability. Mutations to these subunits eliminate COX function.
Assembly is known to occur in at least three distinct rate-determining steps. The products of these steps have been found, though specific subunit compositions have not been determined.
Synthesis and assembly of COX subunits I, II, and III are facilitated by translational activators, which interact with the 5’ untranslated regions of mitochondrial mRNA transcripts. Translational activators are encoded in the nucleus. They can operate through either direct or indirect interaction with other components of translation machinery, but exact molecular mechanisms are unclear due to difficulties associated with synthesizing translation machinery in-vitro. Though the interactions between subunits I, II, and III encoded within the mitochondrial genome make a lesser contribution to enzyme stability than interactions between bigenomic subunits, these subunits are more conserved, indicating potential unexplored roles for enzyme activity.

## Biokémia
A teljes reakció:
4 Fe2+-citokróm c + 4 H+ + O2 → 4 Fe3+-citokróm c + 2 H2O, {\displaystyle \Delta _{f}{G^{o}}'=-218\mathrm {kJ \over mol} }
Két elektron két citokróm c-ről kerül át a CuA-n és a citokróm a-n keresztül a citokróm a3–CuB központig, a fémeket Fe2+ és Cu+ ionra redukálva. A hidroxidligandum protonálódik és vízként távozik, üres helyet hagyva a fémek közt, melyet az oxigén kitölt. Ez gyorsan redukálódik, 2 elektron a Fe2+-citokróm a3-ról jön, mely a ferriloxoformává alakul (Fe4+=O). A CuB-hez közeli oxigén felvesz egy elektront a Cu+-ről és egyet a Tyr(244) hidroxilcsoportjáról, ami így tirozilgyök lesz. A második oxigén hidroxidionná válik 2 elektron és 1 proton felvételével. Egy újabb elektron egy másik citokróm c-ről kerül át az első 2 elektronhordozón át a citokróm a3–CuB központhoz, ez a tirozilgyököt Tyr-ná, a Cu2+-hoz kötődő hidroxidot vízzé alakítja. Még egy újabb citokróm c-ről egy elektron a CuA-n és a citokróm a-n keresztül áthaladva a Fe4+=O csoportot Fe3+-ra redukálja, az oxigén ezzel egyidejűleg protont vesz fel, így hidroxidionná téve a citokróm a3–CuB központban, ahogy a ciklus elején volt. Tehát 4 redukált citokróm c oxidálódik, az oxigén és a protonok vízzé válnak.:841–5
A citokróm c-oxidáznak hagyományosan 6 állapotát különböztetik meg. Az A állapotban Fe2+ és kétatomos oxigén található, a CuB oxidációs száma 1. Ebből alakul ki a P állapot, ahol nem ismert a vas, az oxigén és a réz állapota: korai Raman-spektroszkópiai mérések szerint peroxid volt benne jelen, későbbi eredmények azonban egy oxoferrilcsoport jelenlétét erősítették meg, azonban még újabban ismét megjelentek a peroxidelméletet támogató tanulmányok. A P állapotból alakul ki az F állapot egy elektron bekerülésével, itt a vas Fe4+, az oxigén O2−, a CuB Cu2+. Ebből 2 proton és 1 elektron be-, illetve víz kilépésével alakul ki az O állapot, Fe3+ és Cu2+ ionokkal, ebből a réz elektronfelvételével az az E, majd a vaséval az R jön létre. A P. denitrificans citokróm c-oxidázának egyes állapotai krioelektromikroszkópiai vizsgálata során kiderült, hogy az O állapot Soret-csúcsán az abszorpciós maximum 426 nm, az R állapot esetén ez 448-ra tolódott el, ezenkívül a fehérje 6 oxigénmolekulát tudott megkötni.

## Gátlás
A COX 3 konformációs állapotban (teljesen oxidált, részben redukált, teljesen redukált) létezik. Minden inhibitor affinitása más állapotban nagy. A teljesen oxidált állapotban a hem a3 és a CuB központok is oxidáltak, e változat aktivitása a legnagyobb. Egy 2 elektronos redukció elindítja az oxigén aktív helyhez való kötését lehetővé tevő konformációváltozást. 4 elektron teljesen redukálja az enzimet. Teljesen redukált állapotát, ahol Fe2+ van a hemben, és a CuB oxidációs száma 1, a nyugalmi, inaktív állapotnak tekintik.
A cianid, azid és szén-monoxid egyaránt kötődnek a citokróm c-oxidázhoz, gátolva működését és kémiai asphyxiatiót okozva. Több oxigén szükséges a gátlóanyag-koncentrációk növekedésének ellensúlyozására, csökkentve a sejt metabolikus aktivitását inhibitor jelenlétében. Más ligandumok, például a nitrogén-monoxid vagy a kén-hidrogén szintén gátolhatják a COX-t a szabályzóhelyekhez kötve, csökkentve a sejtlégzés mértékét.
A cianid a COX nem kompetitív inhibitora, a részben redukált állapothoz kötve és az enzim továbbredukcióját akadályozva. Teljesen oxidált enzimhez a cianid lassan köt nagy affinitással. Elektrosztatikusan stabilizálja a két fémet azzal, hogy közéjük kerül. A nagy nitrogén-monoxid-koncentráció, például az enzimhez kívülről adva, megfordítja a cianidgátlást.
A nitrogén-monoxid reverzibilisen kötődhet bármely fémionhoz, nitritté válva. A NO és a CN− az oxigénnel versenyeznek, csökkentve a sejtlégzés mértékét. Az endogén NO azonban segíti a CN−-gátlást. A magasabb NO-szint magasabb cianidgátlást okoz. Ilyen kis koncentráció mellett a citokróm c-oxidáz NO-gátlása előnyös, például növeli az érszövetek oxigénszintjét. Az enzim oxigénredukcióra való képtelensége az oxigén felhalmozódását okozza, amely mélyebbre tud hatolni a környező szövetekbe. A citokróm c-oxidáz NO-gátlása jobban hat alacsonyabb oxigénszintnél, növelve a vazodilatációs szerepét a megfelelő szövetekben.
A hidrogén-szulfid a COX-hoz nem kompetitíven kapcsolódik szabályzó helynél, hasonlóan a CO-hoz. A szulfid affinitása a legnagyobb teljesen oxidált és részben redukált állapotokhoz is, és képes a hem a3 központnál való redukcióra. Nem ismert, hogy az endogén H2S szintjei elegendőek a gátláshoz. Nincs kölcsönhatás a hidrogén-szulfid és a teljesen redukált COX közt.
A denaturált szeszben is megtalálható metanol hangyasavvá alakul, mely szintén gátolja az oxidázrendszert. A magas ATP-szint képes a citokróm c-oxidáz allosztérikus gátlására a mitokondriális mátrixból való kötéssel.

## Extramitokondriális és sejt alatti helyek

A 3 citokróm c-oxidáz alegység (COXI, COXII és COXIII, narancssárgával helye

A citokróm c-oxidáznak 3 mitokondriumban kódolt egysége van (I., II., III.). Ezek közül 2-t találtak mitokondriumon kívül. A hasnyálmirigy acinaris szövetében ezek zimogénszemcsékben találhatók. Ezenkívül az adenohipofízisben meglehetősen sok van belőle növekedésihormon-elválasztó szemcsékben. Ezek extramitokondriális szerepe nem ismert. Ezenkívül számos más mitokondriális fehérjét is megtaláltak mitokondriumon kívül. Ez alapján a mitokondriumból a sejt más részeire való fehérje-transzlokációnak lehetnek még ismeretlen mechanizmusai.

## Genetikai hibák és rendellenességek
A citokróm c-oxidáz (COX) funkcióját vagy szerkezetét befolyásoló mutációk súlyos, gyakran halálos anyagcserezavarokhoz vezethetnek. E rendellenességek gyakran kisgyermekkorban jelennek meg, és jellemzően nagy energiaigényű szöveteket érintenek, például az agyat, a szívet és az izmokat. A számos mitokondriális betegségek közül a hibás COX-működést okozók feltehetően a legsúlyosabbak.
A legtöbb COX-rendellenesség a sejtmagban kódolt fehérjék mutációihoz kapcsolódnak. Ezek a COX szerkezetét és működését határozzák meg, és számos létfontosságú folyamatban, például a mitokondriálisan kódolt alegységek transzkripciójában és transzlációjában, a preproteinek feldolgozásában, a membráninzertációban és a kofaktor-bioszintézisben és -beillesztésben fontosak.
7 COX-faktorban találtak mutációt, ezek a SURF1, a SCO1, a SCO2, a COX10, a COX15, a COX20, a COA5 és az LRPPRC. E fehérjék mutációi az alkomplex szerkezetében, a résztranszportban vagy a transzlációs szabályzásban okozhatnak elváltozásokat. Minden mutációhoz tartozik egy betegség etiológiája, egyeseknek több rendellenesség is következményük. A hibás COX-összeillesztés okozta rendellenességek például a Leigh-szindróma, a kardiomiopátia, a leukodisztrófia, az anémia és a szenzorineurális siketség.

## Hisztokémia
A neuronok jobban az oxidatív foszforiláción alapuló energiaszerzése megkönnyíti a COX hisztokémiájának agyi metabolizmushoz rendelésben való használatát, mivel közvetlen pozitív korrelációt mutat az enzim- és a neuronaktivitás közt. Ez látható a COX enzim mennyisége és aktivitása közti korrelációban, mely a COX gén expressziójának szabályzását jelzi. A COX eloszlása eltér az agy különböző területeiben, de mintája hasonló. Ez észrevehető majom-, egér és bárányagyban. A COX egy izozimjét észlelték az agy hisztokémiai analízisében. Ilyen agyleképezés történt spontán mutáns egerekben kisagybetegséggel, például reelerben és egy transzgenikus Alzheimer-kór-modellben. E módszer használatos az agy tanulási aktivitásának feltérképezésében is.